# Colares (Pará)
Colares do Pará is een gemeente in de Braziliaanse deelstaat Pará. De gemeente telt 12.868 inwoners (schatting 2022).

## Geografie

### Hydrografie
De plaats ligt aan de oever van de monding van de rivier de Pará, dat tevens de baai Baía de Marajó vormt, die vervolgens uitmondt in de Atlantische Oceaan. De rivier de Furo de Laura volgt de gemeentegrens en mondt op twee plaatsen uit in de baai. De gemeente is hierdoor een eiland.

### Aangrenzende gemeenten
De gemeente grenst aan Santo Antônio do Tauá en Vigia. Over het water van de baai Baía de Marajó grenst de gemeente aan het eiland Marajó met de gemeenten Salvaterra en Soure.